# Piotr Galichet
Piotr Galichet, właściwie Baron d'Empire Pierre Galichet herbu Galichet, (ur. 30 lipca 1775 w Passavant-en-Argonne (Marne) Francja, zm. 23 października 1846 w Izdebnie) – baron I Cesarstwa, Francuz z Szampanii, pułkownik Grande Armée, przedsiębiorca rolny, Oficer Legii Honorowej, Kawaler orderu św. Ludwika, ziemianin osiadły w Polsce. Dzięki jego przyjaźni z Girardem, powstało miasto Żyrardów.

## Młodość
Urodził się na wsi w pobliżu miasta Sainte-Menehould w Szampanii, syn Nicolasa i Marguerite Galichet (rodzice byli kuzynami). Był spokrewniony z generałem brygady III korpusu Wielkiej Armii, Pierre-Charles Lochet, którego był potem adiutantem. W 1792 r. wstąpił do 9 pułku strzelców konnych w wojsku francuskim, jako ochotnik w wieku siedemnastu lat.

## Kariera Wojskowa

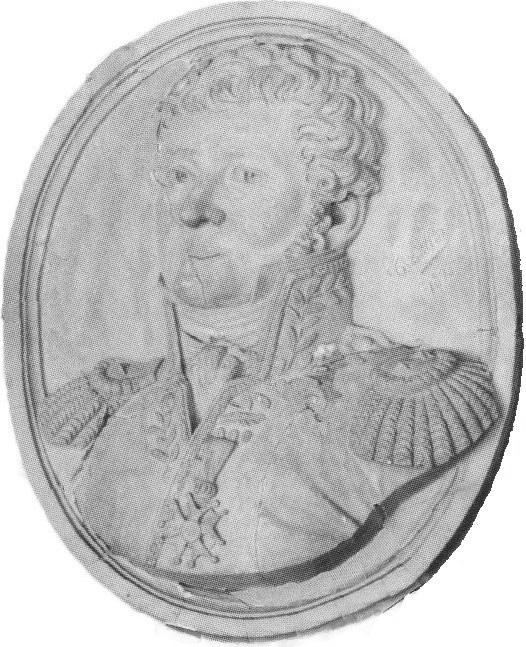
generał Pierre Lochet, kuzyn Galicheta

W 1793, już w armii Mozeli został ranny w bitwie pod Pirmasens. W Armii Sambry i Mozy dostał się do niewoli w 1795 i po dwóch latach wrócił jako żołnierz piechoty. Awansował na podporucznika w 1799 a porucznika rok później. Przeszedł z Armii Szwajcarii do Armii Renu w 1800 r. Z końcem 1803, jako kapitan został adiutantem swojego kuzyna generała Lochet. Po Armii Wybrzeża Oceanu, w 1804-5 dostał się do Wielkiej Armii. Na stanowisku ADC kuzyna, który był jego zwierzchnikiem i dowódzcą 2. brygady piechoty w dywizji Frianta w 3 korpusie Marszałka Davouta brał udział w walkach pod Austerlitz, Auerstedt, Nasielskiem i Pruską lławą. W 1806 wyróżniony jako Kawaler Legii Honorowej. Wczesnym 1807 stracił kuzyna generała i szefa swego poległego na polu bitwy w Klein Sausgarten. Przeszedł do służby w sztabie 3 korpusu Wielkiej Armii. W 1809, po 17 latach w wojsku i w wieku 33 lat był mianowany pułkownikiem. Został szefem sztabu 2 dywizji 3 korpusu u generała Frianta. Następnego roku otrzymał od rządu Napoleon Bonaparte-a tytuł Baron-a de l'Empire.

### Ślub
W lutym 1810 Galichet wziął ślub, według kodeksu Napoleona – drugi tego rodzaju ślub na terytorium Polski, z Dorotą Szymanowską, dziedziczką majątku Izdebna po Michale (zm. 1789), staroście wyszogrodzkim. Ślub odbył się w kościele izdebińskim. Wśród świadków byli: Józef Hrabia Jabłonowski, Józef Krasiński, generał Felix Świdziński, Piotr Karol Bontemps oraz Jean-Baptiste Mallet de Grandville. Nie mieli własnych dzieci tylko pasierbicę, Julię Urmowską.

### Inwazja na Rosję1812
W grudniu 1810 r. otrzymał patent barona Cesarstwa. Podczas kampanii w Rosji 1812, był szefem sztabu 2 dywizji Frianta 1 korpusu Davouta, pod Borodino. Tego samego roku przyznano mu order Oficera Legii Honorowej. Podczas odwrotu Wielkiej Armii, ranny po raz wtórny dostał się do niewoli w Wilnie. Ponad rok spędził w obozie w Astrachaniu. W 1814 wrócił do Francji i po urlopie pojechał do Polski, gdzie osiadł w majątku żony. Z końcem roku otrzymał Order św. Ludwika, i uzyskał także indygenat polski. Dopiero w 1817 otrzymał dymisję z wojska.

## Osiągnięcia cywilne

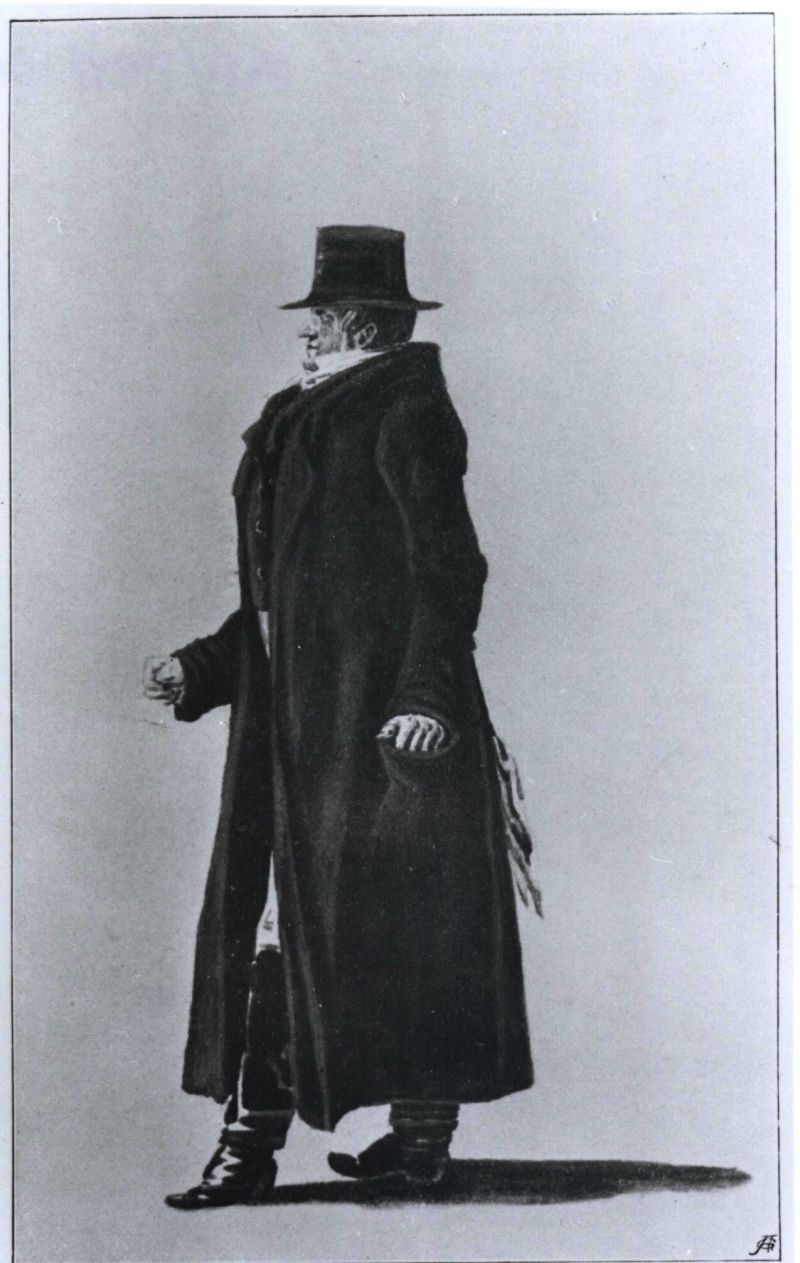
Baron Pierre Galichet, c.1820

Do tych nie należało opanowanie języka polskiego, bo sfera do której trafił w Polsce praktycznie mówiła po francusku. O tym że był dobrze zintegrowany w krąg towarzyski dawnych szwoleżerów świadczy karykaturalny portret jego, wykonany przez Jakuba Sokołowskiego. Niestety portret ten zaginął w okresie II wojny.
Galichet został członkiem korespondentem ojczystej Société d'Agriculture, Commerce, Sciences et Arts du Département de la Marne – Towarzystwa Rolniczego i Handlowego departamentu Marny. Jeszcze przed kampanią rosyjską wprowadzono do Grande Armée sieczkarnię do słomy bardzo pomocną w żywieniu koni, pomysłu Galichet'a, którą skonstruował na podstawie obserwacji polskiej maszyny. Przyczynił się do rozwoju przemysłu rolnego w Królestwie przystosowując wynalazki zagraniczne, np. ulepszone piece do wypalania cegieł. Kiedy założył gorzelnię w Izdebnie zastosował nowoczesny system Adamsa. Brandys wspomina: 'W liście z 30 grudnia 1818 roku pan Tomasz donosił ojcu: Z przyjemnością oglądałem gorzelnie Galicheta w Izdebnie. Wyciąga regularnie z korca żyta 5 i pół garnca wódki na 10 stopni. '. Utrzymywał bliski stosunki z prężnymi Łubieńskimi, a szczególnie ze szwagrem, senatorem Piotrem i jego wspólnikiem. Wspólnie pracowali nad przetwórnią buraków na cukier, jedną z pierwszych w Polsce, oraz olejarnią parową. Był członkiem Komitetu Właścicieli Listów Zastawnych Królestwa Polskiego. Wydał dwie broszury na tematy techniczne: w 1819 Essai sur la Distillerie d'Izdebno dedykowaną ówczesnemu ministrowi spraw wewnętrznych, Tadeuszowi Mostowskiemu, o gorzelni w Izdebnie, (zaznaczając że zysk ze sprzedaży broszury jest przeznaczony dla biednych). Następną w 1843, o sposobach przechowywania zboża i o potrzebie wprowadzenia rezerw ziaren – Mémoire sur la conservation des céréales et sur la nécessité d'établir des réserves de grains, drukiem Banku Polskiego. Galichet zmarł 26 października 1846 w Izdebnie gdzie go pochowano na cmentarzu przykościelnym. W czasie „porządków” w latach 70. XX wieku, nagrobek jego został zniwelowany, ale tekst napisu został spisany w kronice parafii.

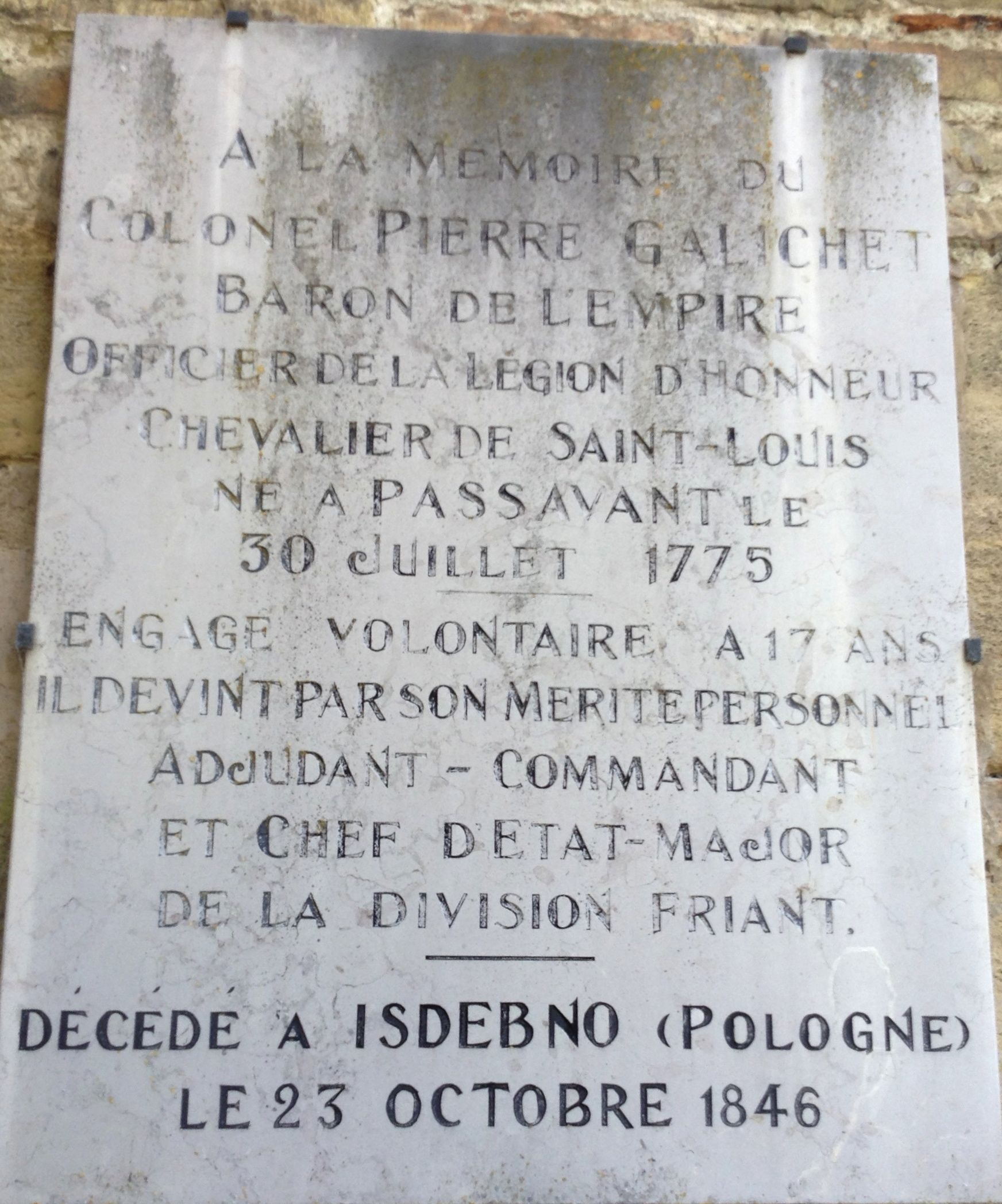
Tablica pamiątkowa Galichet w Passavant-en-Argonne

## Wielka usługa dla przemysłu polskiego
Przyjaźń z Philippe de Girard, nawiązana jeszcze w wojsku francuskim, spowodowała, że Galichet namówił inżyniera-wynalazcę na przyjazd do Polski, kiedy ten ostatni spotkał się z trudnościami na terenie Francji i Anglii. Galichet który przez żonę miał bliskie stosunki z Łubieńskimi, przedstawił go braciom którzy wtedy szukali projektów na rozwój tekstyliów, a zwłaszcza lnu, z myślą o eksportach do Rosji. Z tego pomysłu, z udziałem kapitałów z Banku Polskiego, powstały fabryki w Marymoncie a szczególnie w 1833 r. w Rudzie Guzowskiej – na obszarze dziś znanego jako Żyrardów – miano na cześć francuskiego gościa i jednego z dyrektorów owej imprezy.